# 郭天爵
郭天爵，元朝末年定远（今安徽省定远县）人。
他是元末民变领袖郭子兴的第三子。他的大哥在父亲在世时就战死，二哥郭天叙在父亲死后，被小明王韩林儿任命为都元帅，張天祐及朱元璋作为副元帅。朱元璋渡江攻集庆，郭天叙、张天祐被陈埜先杀害。韩林儿以郭天爵为江南等处行中书省的中书右丞。不久朱元璋为平章政事。郭天爵因为失职怀怨，很久后计划对朱元璋不利，事发被诛杀而死，郭子兴的男性后嗣断绝。